# Hybrid × Heart Magias Academy Ataraxia
Hybrid x Heart Magias Academy Ataraxia (яп. 魔装学園H×H Масо: Гакуэн H x H, «Магическая академия Атараксия: Гибрид x Сердце») — серия лайт-новел Масамунэ Кудзи с иллюстрациями Хисаси, и дизайном меха от Курогина. Выпускается издательством Kadokawa под лейблом Kadokawa Sneaker Bunko. Первый том вышел в феврале 2014 года. Манга-адаптация с иллюстрациями Рику Аякавы начала выходить в ежемесячном Comp Ace с 26 июня 2015 года. В марте 2015 года вышел drama CD, который написал Кудзи. В сентябре 2015 года была анонсирована аниме-адаптация. Премьера аниме состоялась с 5 на июля 2016 по 20 сентября 2016 года. Позже с 30 сентября по 28 октября вышла OVA.

## Сюжет
История этой серии разворачивается вокруг паренька по имени Кидзуна Хида, который обладает способностью «усиливать» девушек занимаясь с ними непристойностями. Его способность оказывается решающей для него и других учащихся академии стратегической обороны Атараксия в борьбе с иным миром.

## Персонажи
Кидзуна Хида (яп. 飛弾 傷無) — главный герой, новый учащийся академии Атараксия. Увеличивает мощь девушек с помощью непристойных действий с ними.
Сэйю: Кэндзи Акабанэ (аниме)
Айнэ Тидоригафути (яп. 千鳥ヶ淵 愛音) — одна из главных героинь истории. В прошлом была найдена в Токио, потерявшей память и не помнящей ничего, кроме своего имени. Периодически появляющиеся у нее воспоминания о использовании HHG, заставляют девушку подозревать, что на самом деле она происходит из параллельного мира. Айнэ обладает прямолинейным характером, а также не выбирает слов, даже если это ранит окружающих ее людей. В бою использует HHG Зерос. Так как ее HHG не имеет никакого дальнобойного оружия, в бою полагается на ближний бой. В результате этого может легко проиграть противнику с дальнобойным оружием. Несмотря на это, саму себя Айнэ считает превосходящей остальных пользователей HHG.
Сэйю: Акари Кагэяма (аниме) и Аяка Кимура (drama CD).
Юрисия Фарандол (яп. ユリシア・ファランドール)
Сэйю: Тинацу Акасаки и Хикару Иссики (drama CD).
Хаюру Химэкава (яп. 姫川 ハユル)
Сэйю: Дзюри Нагацума (аниме) и Итиго Момои (drama CD).
Рэйри Хида (яп. 飛弾 怜悧)
Сэйю: Рика Кинугава (аниме) и Рино Кавасима (drama CD).
Сильвия Силккат (яп. シルヴィア・シルクカット)
Сэйю: Хина Кино (аниме)

## Медия

### Лайт-Новелла
Новелла была написана Масамунэ Кудзи и иллюстрирована художником Хисаси, с рисунками меха от художника Курогин. Новелла печаталась в издательстве Kadokawa от Sneaker Bunko. Первый том был выпущен в феврале 2014 года.

#### Страницы
| №  | Японская: дата публикации | Японская: ISBN         |
| -- | ------------------------- | ---------------------- |
| 1  | 1 Февраля 2014            | ISBN 978-4-04-101200-0 |
| 2  | 1 Июня 2014               | ISBN 978-4-04-101526-1 |
| 3  | 1 Октября 2014            | ISBN 978-4-04-102011-1 |
| 4  | 1 Февраля 2015            | ISBN 978-4-04-102442-3 |
| 5  | 1 Июнь 2015               | ISBN 978-4-04-102897-1 |
| 6  | 1 Октябрь 2015            | ISBN 978-4-04-102898-8 |
| 7  | 1 Февраля 2016            | ISBN 978-4-04-103752-2 |
| 8  | 1 Июля 2016               | ISBN 978-4-04-103753-9 |
| 9  | 1 Сентября 2016           | ISBN 978-4-04-104711-8 |
| 10 | 1 Февраля 2017            | ISBN 978-4-04-104712-5 |
| 11 | 1 Июня 2017               | ISBN 978-4-04-104713-2 |
| 12 | 1 Ноября 2017             | ISBN 978-4-04-105518-2 |

### Манга
26 июня 2015 года адаптация манги с искусством Рику Аякава начала издаваться в Comp Ace от Kadokawa.

#### Страницы
| № | Японская: дата публикации | Японская: ISBN         |
| - | ------------------------- | ---------------------- |
| 1 | 25 июня 2016 года         | ISBN 978-4-04-104422-3 |
| 2 | 23 августа 2016 года      | ISBN 978-4-04-104432-2 |
| 3 | 25 март 2017 года         | ISBN 978-4-04-105224-2 |